# Dimorphocalyx kurnoolensis
Dimorphocalyx kurnoolensis är en törelväxtart som beskrevs av R.Venkatar. och Pullaiet. Dimorphocalyx kurnoolensis ingår i släktet Dimorphocalyx och familjen törelväxter. Inga underarter finns listade i Catalogue of Life.